# 小倉結衣
小倉 結衣（おぐら ゆい、10月17日 - ）は、日本の女性声優、歌手。主にアダルトゲームで活躍している。

## 人物
幼い頃からの友人の誘いで声優を志す（その時の友人と自分を含めて、3人とも現在声優になっているという）。親からは“お金は出さない。自分の力で行け”と言われたため、自分で養成所や専門学校などを調べていた所、タイミングよく開催されたオーディションを受験して合格し、声優となった。
- 愛称は「おぐおぐ」、「ゆいゆい」[1] 。「おぐおぐ」というあだ名は、アトリエピーチの声優で先輩である大野まりなより命名された。
  - 普段の一人称は「結衣」である。
- 好きな食べ物はプリン、カステラ、Dororich。嫌いな食べ物は生クリーム、きゅうり、トマト。
  - 非常に酒に強く、好きな銘柄はラム酒の、オールドモンク、ロンリコ151（アルコール度数75）。
  - 日本酒も嗜み、好きな銘柄は阿部酒造（新潟県）の「あべ」、宗玄酒造（石川県）の「宗玄」。
- 免許として「書道五段（教育部師範）」、特技として「異物混入を見つけること」を持つ[2]。
- アダルトゲームに声をあてている声優としては数少ない顔出しが可能な人物である。そのため、イベントのゲストとして呼ばれることが多い。
- 主に妹系キャラなどの年下役を演じることが多い[1]。
- バンド「ヱビス洗濯機」のボーカルY⇒Iとしても活躍している。バンドでは様々な楽曲をカバーし、2010年9月12日に開催されたライブでは、オリジナル曲を2曲披露した。
- 自身初のアルバム『☆Yui★DROPS☆』の発売を記念し、2012年3月31日に発売記念インストアイベントが開催された。
- 福圓美里[5]、近藤佳奈子[6]とは学生時代からの友人。
- 2013年7月8日にて、約5年間にわたり所属していたアトリエピーチを退所し、フリーとなった[7]。また退所報告と同時にブログを休止、過去の記事も削除した[7]が、2013年7月31日に「☆おぐおぐブログ☆」として新規開設している。
- 2016年5月9日より声優事務所ACT.OZと業務提携[8]。
- 2017年12月31日、ACT.OZとの業務提携を解消した。
- 2020年から活動を休止していたが2021年4月1日から活動を再開。同年9月12日に自身のYouTubeチャンネルを開設しYouTuberとしても活動を行っている[9]。

## 出演
太字はメインキャラクター。

### テレビアニメ
- D.C.III 〜ダ・カーポIII〜（2013年、小鳥遊夕陽[10]）

### 一般向OVA
- こえでおしごと! The ANIMATION（2010年、メイド少女）
- ネコぱらOVA（2017年 - 2018年、メイプル）- 2作品

### アダルトアニメ
時期不明
- POPEYE THE SAILORMAN（オリーブ）

2003年
- 魔法少女アイ（女子）

2009年
- 貴方だけこんばんわ（由鈴零子）

2011年
- 妹ぱらだいす!（七瀬理央）

2013年
- 恋騎士 Purely☆Kiss（風間明莉）

2014年
- 乳色吐息（美香）

2016年
- 小悪魔カノジョ THE ANIMATION #2「かたこい」（エレナ）

### アダルトゲーム

#### 2003年
- 淫獄聖女学園（古沢 涼子）
- 淫獄の館（双葉 祭）
- 海からくるもの（三島 恵）
- 七巴の剣 くのいち 淫の章（黒鳥 吹雪）
- はじよめ "幼な妻おしおきアドベンチャー♪"（百瀬 遥）

#### 2004年
- おね〜さん day☆by☆day!（今戸 佳恵）
- 吉祥寺エスカレーションヤード（坂井 彩）
- 銀行淫 〜堕ちゆく女達〜（新山 裕実）
- 禁断の家族関係（坂崎 春奈）
- 少年達の病棟 Full Voice Version（比良 遥）
- ハードスキャンダル 〜淫欲の女教師〜（山本 綾香）
- バルバロイ -BARBAROI-（若林 詩織）

#### 2005年
- ガジェット（黒沢 景子）
- ガジェット ファンディスク（黒沢 景子）
- 乗務淫〜空の性奴隷〜（秋山 なつみ）
- スレイブポリスみちる&美鈴（真中 みちる）
- .fuck Vol.1 〜かなえ編〜（かなえ）

#### 2006年
- 艶劇倶楽部 -汚れたカーテンコール-（秋本 咲夜）
- 純恋〜JUNREN〜（永崎 あすな）
- 少女狩り（松本 璃乃）
- スピたん Spirits Expedition -in the Phantasmagoria-（ミュラー・セフィス）
- 痴漢貴族（井上 紗沙羅）
- .fuck コンプリーツ（かなえ）
- ぼくの巫女は、小さな恋妹 〜寵愛〜（藤吉 香里）
- 十六夜れんか〜かみふるさと〜（あや）

#### 2007年
- 淫落の鎖 〜チャットレディ姦落〜（八神 栞）
- ときどき晴天を見上げて...（三枝 千夏）
- 復讐の連鎖 トリプルパック（八神 栞、桜瀬 沙羅）
- 令嬢トレーダー 〜交換取引〜（桜瀬 沙羅）
- 真説・雪月夜話（神倉 まお）
- 十二人の女教師 RE-INNOVATION 散（町田 春香）
- 十二人の女教師 RE-INNOVATION 陰（相原 静華）

#### 2008年
- 淫辱の性姫 〜快姦ニ堕チタ姫〜（サラ）
- エドランゼ〜Come on!水戸姫様〜（町娘、巫女店員、ネコミミ少女）
- エルフ姫ニィーナ〜受胎蹂躙〜（ニィーナ＝アスラートーウィンヴィリア）
- 母娘隷嬢調教 〜連鎖する堕落の輪〜（川原 麻美）
- カラフル!〜colorfull〜（風間 つかさ）
- 学・校・水・着〜ザーメンプールで泳いだら〜（雪乃 みなわ）[11]
- 剣術少女和泉令と無人島 〜お家の掟だ…お前と子作りに励んでやる〜（和泉 令）
- 時間封鎖（神野 麻耶佳）
- 熟女教師は蜜の味（上桂 あやめ）
- 私立温泉学園 〜スク水でお風呂に入っちゃダメですか?〜（北沢 真由、馬場 知子、川村 志保子）
- D.C.II P.C. 〜ダ・カーポII〜 プラスコミュニケーション（小鳥遊 まひる）
- 恥辱皇宮 〜穢された王族〜（サラ・アルクベルド）
- 乳忍者レボリューション〜彼女たちを調教せよ〜（林 仙姫、林 明姫）
- ツンデレでヤンデレな幼なじみ 小鳥遊双葉さんとHなことをするゲーム（烏丸 ヒナコ）
- 天然やわちち女神フローラ・甘エロ新婚子作りライフ〜お姉さんの子宮に、好きなだけ注いでもいいのですわよ♪〜（セレスト）
- ないしょ思春期〜ヒミツに恋する妹たち〜（水城 杏）
- ナースのお勉強 応用編 受けシチュ以外は絶対禁止（東雲さくら）
- 女体狂乱〜これが私の望んだボディ〜（藤森 沙弥）
- M.E.s. -同級生メイド調教-（長丘 智沙奈）
- メトラセ 〜ドキらぶ☆新婚委員会〜（工藤 三々）
- おさわり痴漢列車（杉田 楓璃）[12]

#### 2009年
- あきまほ!（一条 栞）
- あの蒼い海より（宮倉 海）
- Areas〜空に映すキミとのセカイ〜（夏海 唯）
- 妹スマイル（北郷 冬霞、ポチ）
- 嘘デレ!（在原 一純）
- ANGEL NAVIGATE（新城 小春）
- 終わりなき夏 永遠なる音律
- ガチ乙女クインテット（吾鳥 朱鷺）
- クロガネの翼 〜THE ALCHEMIST’S STORY〜（鎹 春奈）
- 幻月のパンドオラ（祝原 菘）
- ココロ保健室〜キミとナイショのカウンセリング〜（天野 小鳥）
- さくらテイル（若葉 凛子）
- しこたまスレイブ‐あるじで姉妹な天使と悪魔（須藤 加奈）
- 紫電〜円環の絆〜（物部 巴）
- 私立温泉学園2時間目〜お風呂でレズしちゃダメですか?〜（北沢 真由、馬場 知子、川村 志保子）
- 私立温泉学園3時間目〜イレクトで3Pしちゃダメですか?〜（川村 志保子）
- SchoolCaptain2 会王をねらえ!（鶴見 まゆ）※同人ゲーム
- すくぅ〜る・らぶっ!3〜未来へのアレグレット〜（藍田 愛）
- ステルラエクエス コーデックス 〜黄昏の姫騎士〜（春乃 桜）
- 世界を征服するための、3つの方法（ラスティ・ルーアン♀）
- 装甲悪鬼村正（足利 邦氏）
- D.C.II To You 〜ダ・カーポII〜 トゥーユー（小鳥遊 まひる）
- D.C.II Fall in Love 〜ダ・カーポII〜 フォーリンラブ（小鳥遊 まひる）
- 都市伝説は人を喰う（九条 音々）
- とらぶる@ヴァンパイア! 〜あの娘は俺のご主人さま〜（小野寺 由希）
- ひだまりバスケット（大野 夏希）
- 必殺シコキ屋稼業（相川 佳世）[13]
- 姫様ご命令を!（大川 理恵子）
- Heroes in the Sky（女通信兵）
- Flyable Heart（稲羽 結衣）[3]
- フリスタ! -Street Basketball-（オフェリア）
- マジカルドロップ Touch（スター、フール）
- みみをすませば（小金井 茉里）[14]
- まほえっち!!（セラフィム・ハーミット）
- あまあね魔界プリンセス・エリスはエロイチャ孕み妻! 〜好きなだけ出して♪全部子宮で飲んであげる〜（桐生 エリス）

#### 2010年
- あかときっ!-夢こそまされ恋の魔砲-（橘 美優）
- Areas 恋する乙女の3H（夏海 唯）
- VESTIGE -刃に残るは君の面影-（平塚 若葉）
- 乙女恋心プリスター（ロボス）
- 処女はお姉さまに恋してる 2人のエルダー（皆瀬 初音）
- 俺サマのラグナRock（トール）
- Orange Memories（高宮 花梨）
- Knight Carnival!（ガラハッド）
- 風ヶ原学園スパイ部っ!（宮本 郁美）
- Candy Doll（香奈）
- キラリ☆南国小麦色 〜潮吹きパラダイスへようこそ!〜（朝比奈 小麦）
- げきたま! 〜青陵学園演劇部〜（佐崎 凛）
- ゴスデリ -GOTHIC DELUSION-（阿倍野 くずは）
- さくらのしっぽ 〜さくらテイルファンディスク〜（若葉 凛子）
- 紫影のソナーニル -What a beautiful memories-（ジルーシャ・アポット、バルブガール）
- 汐見崎学園演劇部 恋ぷれ 〜あなたといちゃいちゃろーるぷれいんぐ!〜（羽澄 ここあ）
- しゃーまんず・さんくちゅあり〜巫女の聖域〜（プリム・西郷）
- シュガーコートフリークス（フィオ）
- 素晴らしき日々 〜不連続存在〜（若槻 鏡）
- Sacred†Vampire（エインズワース・真亜沙）
- 絶対★妹原理主義!!（建部 綺）[15]
- ななプリ。（エノール、エーデルワイス）
- Happy Wardrobe（小瀬 友奏）
- BUNNYBLACK（マキ、ベチャ、魔法戦士、兵士、ミナ、ドリツル、ヒィア、イモモ、戦士、ナレーション）
- ひのまるっ（春巻 春奈）
- ひめごとアンバランス こころとカラダのえっちなカンケイ?!（藤宮 未来）
- ヒメと魔神と恋するたましぃ（水、奥平 祥子、普通科女子）
- ふぇいばりっと Sweet!（鈴乃音 かりな）
- フリスタ! -Street Basketball-（通天閣 みかん）
- プリズム☆ま〜じカル 〜 PRISM Generations! 〜（パイン / 八鹿 マツ）
- Floating Material -The hill where the star born-（上里 ひまり）
- ぺたぺた（卜部 あきら）
- 魔王を征服するための、666の方法（ラスティ・ルーアン♀）
- メルクリア 〜水の都に恋の花束を〜（ティアラ）
- 巫女さんといっしょ! 〜イケナイご奉仕奮戦記〜（松波 綾乃）
- 勇者のくせになまいきだ:3D
- よう∝ガク〜妖学園の未来は会長次第!?〜（リリス・ラブハート）
- 恋神 -ラブカミ-（北里 みこと）
- Re:Seven 〜僕が君に出来るコト〜（永畑 雛菜）

#### 2011年
- あかときっ!!-花と舞わせよ恋の衣装-（橘 美優）[16]
- 秋風ぱーそなる -俺と僕と彼女の○○-（塚本 七海）
- アクロウム・エチュード Canvas4（青桐 ことの）
- アネイロ（日比野 薫子）
- アルテミスブルー（田島 ハル）[15]
- いきなりあなたに恋している（柳瀬 詠歌）
- イヅナ斬審剣（阿賀野 ヒカル）
- 妹ぱらだいす!（七瀬 理央）
- A.G.II.D.C. 〜あるぴじ学園2.0 サーカス史上最大の危機!?〜（ミスティキャット、小鳥遊 まひる）
- 恋騎士 Purely☆Kiss（風間 明莉）[17]
- 恋するコトと見つけたり!（月永 杜和）[18]
- 恋ではなく―― It's not love, but so where near.（八坂 梨枝）
- シキガミ（藤原 顕光）
- 処女と魔王とタクティクス（エリス・ヴァンシュタイン）
- 女装山脈（日枝田 史緒）[19]
- そらいろメモワール（春日部 ゆりか）
- ダイヤミック・デイズ（小星 蓮子）
- D-EVE in you（伊原 莉奈）
- 黙って私のムコになれ!（白川 玲央奈）
- 夏雪〜summer snow〜（幹 那由多）
- なでしこドリップ（水城 美羽）[20]
- 二刀追うものは一刀も得ず（虎徹）
- オトミミ∞インフィニティー（小屋 茶々子）
- Flyable Candy Heart（稲羽 結衣）
- ぶら ぶら（白木 裕香）
- フローライトメモリーズ〜いつかきっと、約束の場所で〜（雨宮 葉月）
- へんし〜ん!!! 〜パンツになってクンクンペロペロ〜（天坂 みこ）
- 放課後かすたむ☆たいむ（池崎 智里）
- HOTEL.（アリス・ルシア）[21]
- Marguerite Sphere（緑川 なのはな）
- Master×Re:master（美槻 七海）[22]
- 翠の海（知紗）
- 勇者と彼女に花束を（ティアナ）
- 雪鬼屋温泉記 （お嬢様）
- ラブ☆キス（片平 遥那）
- LEGEND SEVEN 〜白雪姫と7人の英雄〜（野田 氷見歌）
- 恋愛家庭教師ルルミ★Coordinate!（高岳 ちえり）
- Worlds and World's end（宮川 都）

#### 2012年
- 英雄*戦姫（ヒミコ）[23]
- Angel Guard（御堂 紗織）[24]
- おたマ!〜おたく仲間はちっこいマニア〜（大洲 こより）[25]
- 神がかりクロスハート!（神楽坂 こねこ）[26]
- 恋妹SWEET☆DAYS（茅野 郁子）[27]
- 虹翼のソレイユ -ⅶ's World-（リナソエル・エルルーン）[28]
- 処女と魔王とタクティクス 魔王争奪戦（エリス・ヴァンシュタイン）[29]
- 創世奇譚アエリアル（美咲 未来）[30]
- D.C.III 〜ダ・カーポIII〜（小鳥遊 夕陽）
- 時計仕掛けのレイライン -黄昏時の境界線-（九折坂 二人）[31]
- BUNNYBLACK 2[32]
- ふたりはマイエンジェル☆（天河 コウ）[33]
- プリズマティックプリンセス☆ユニゾンスターズ（稲羽 結衣）[34]
- Princess-Style（オルフィーナ・フォン・ルーヴェンス）[35]
- Friends（最上 結衣）[36]
- ホチキス（芦川 ゆきの）[37]
- 初恋1/1（森野 雪乃）[38]
- ヨメ充!（高辻 郁乃）[39]
- SINCLIENT（仰木 美奈）[40]
- 幻奏童話 ALICETALE（山王丸 芳香）[41]
- キミへ贈る、ソラの花（西園 奏菜）[42]
- 彼女と俺と恋人と。（美萩野 小乃花）[43]

#### 2013年
- D.C.III R 〜ダ・カーポIII アール〜X-rated（小鳥遊 夕陽）
- ラヴレッシブ（音無=Ophilia=玲緒）[44]
- 運命予報をお知らせします（篝火 夏帆）[45]
- ガーディアン☆プレイス 〜ドエスの妹と3人の嫁〜（雲雀ヶ丘 愛祈）[46]
- 虚ノ少女（祠草 小夜）
- BUNNYBLACK 3（ルーアルテ[47]）
- ChuSingura46+1 -忠臣蔵46+1-（山吉 新八郎[48]、陶山）
- LOVELY×CATION2（天童雲母[49]）
- ナマイキデレーション（西村 汐里[50]）
- 冷淫〜雨音に混じる少女の嬌声〜（結衣）
- あまたらすリドルスター（雪白 みう）
- アクマでオシオキっ! 丸城戸サド式ヘンタイお仕置き講座（アリア）
- 夢か現かマトリョーシカ（椋 汐里）
- いんぴゅり〜ヒトとアナタとアヤカシと〜（筑波 飛鳥）
- 時計仕掛けのレイライン -残影の夜が明ける時-（九折坂 二人）

#### 2014年
- ネコぱら Vol.1 ソレイユ開店しました!（メイプル）
- 新・白銀のソレイユ -Re ANSWER-（ハガル・ブリュンヒルデ）[51]
- MeltyMoment -メルティモーメント-（櫻井 由愛）[52]
- イノセントガール（七海 雛子）[53]
- おとなり恋戦争（赤峰 優衣）[54]
- 恋春アドレセンス（吉江 泉）[55]
- 恋する姉妹の六重奏（美浜 優香）[56]
- 恋する少女と想いのキセキ〜Poupee de souhaits〜（姫川 美朋）[57]
- 恋愛まで選択肢ひとつ（相場 宮子）[58]
- 英雄*戦姫GOLD（ヒミコ）[59]
- ひこうき雲の向こう側（埠島 杏）[60]
- 鳥籠のマリアージュ（藤井 佳奈子[61]）
- D.C.III P.P. 〜ダ・カーポIII プラチナパートナー〜（小鳥遊 夕陽[62]）
- 彼女と俺と、恋するリゾート 〜彼女と俺と恋人と。＆恋する夏のラストリゾート Wファンディスク〜（美萩野 小乃花）[63]
- トロピカルVACATION（喜多見 水萌）[64]
- どうして、そんなに黒い髪が好きなの?（岩長ノ銀杏媛）[65]
- 箱庭ロジック（入谷 瑚子）[66]
- 迷える2人とセカイのすべて（支倉 乙羽）[67]
- ChuSingura46+1 -忠臣蔵46+1- 武士の鼓動（山吉 新八郎）[68]
- 紙の上の魔法使い（クリソベリル）[69]
- プリズム・プリンセス〜ふたりの姫騎士と股間の紋章〜（柏木 亜依）[70]
- 空飛ぶ羊と真夏の花 -When girls wish upon a star.-（仁奈森 あすみ）

#### 2015年
- 時計仕掛けのレイライン -朝霧に散る花-（九折坂 二人）[71]
- シロガネ×スピリッツ!（東雲 雪菜）[72]
- パニカル・コンフュージョン（花菱 ほのか）[73]
- ゆきこいめると（姫廻 たるひ）[74]
- 妄想コンプリート!（桜井 久々子）[75]
- ランス03 リーザス陥落（セル・カーチゴルフ）[76]
- 姫様LOVEライフ!（九条 伊緒）[77]
- 僕と恋するポンコツアクマ。（桐谷 梨々愛）[78]
- ばれっと☆すたいる -Loyalty of valet-（風間 茜）[79]
- 剣聖機 アルファライド（アルファリア）[80]
- コドモノアソビ（鶴巻 楪）[81]
- ナデレボ!（神代 瑠紫亜）[82]
- さみだれグローインアップ!（彩辻 陽咲）[83]
- 僕はキミだけを見つめる（一色 零美）[84]
- IZUMO4（久世 美空）[85]
  - IZUMO4 -異世界の彼方より-（久世 美空）

#### 2016年
- ネコぱら Vol.2 姉妹ネコのシュクレ（メイプル）
- アンゲネームプラッツ（八重 響）[86]
- スクールオブファンタジア（樫ノ浦 姫乃）[87]
- まいてつ（コン）[88]
- 戦国†恋姫X〜乙女絢爛☆戦国絵巻〜（甘粕 松葉 景持）[89]
- あなたをオトコにしてあげる!（空木 柚羽）[90]
- 僕と恋するポンコツアクマ。すっごいえっち！（桐谷 梨々愛）[91]
- WIZARD LINKS（九条 旭）[92]
- 箱庭ロジック〜瑚子といちゃらぶSM生活〜（入谷 瑚子）[93]
- アマツツミ（水無月 ほたる）[94]
- 遊聖天使プリマヴェールDrei（プリマヴェール・セレネ）[95]

#### 2017年
- アオイトリ（電話の悪魔）
- 甘夏アドゥレセンス（サーシャ・マヤコフスカヤ）
- 想いを捧げる乙女のメロディー（野々宮 美亜）
- オフィスで誘うエッチな彼女（天宮 麻衣）
- ニュートンと林檎の樹（九十九 春）
- アイよりアオい海の果て（アイ）
- 恋愛教室（金城 愛奈美）
- 女装千年王国（フィリア）
- ネコぱら Vol.3 ネコたちのアロマティゼ（メイプル）
- 絆きらめく恋いろは（綾瀬）
- D.C.III DreamDays 〜ダ・カーポIII〜 ドリームデイズ（小鳥遊 夕陽）
- 想いを捧げる乙女のメロディー 〜あふれる想いを調べにのせて〜（野々宮 美亜）

#### 2018年
- 未来ラジオと人工鳩（越百 秋奈）
- 姫と乙女のヤキモチ★LOVE（銅襄 菜乃花）

#### 2019年
- 絆きらめく恋いろは -椿恋歌-（綾瀬）
- ChuSingura46+1 わっちとお兄ちゃんのラブラブ長屋生活（山吉 新八郎）

#### 2020年
- 姫と乙女のヤキモチLOVE-きらめき夏物語！-（銅襄 菜乃花）
- ネコぱら Vol.4 ネコとパティシエのノエル（メイプル）

#### 2021年
- 女装創世記（日枝田 史緒）
- クナド国記（夏姫）

#### 2022年
- コイカツ! サンシャイン エクステンション!（天真爛漫）
- ROOMガール（無職タイプA）[96]

#### 2023年
- サクラノ刻 -櫻の森の下を歩む-（長山 香奈）
- WANNABE→CREATORS（紫乃宮 リア）[97]

#### 2024年
- アンラベル・トリガー（楪 紗衣奈）
- 同級生2リメイク (杉本 桜子)
- 流る星 -a Wish Star-(ミコト)

#### 2025年
- 巨乳ファンタジー5 〜王子リーン〜（ユルグント[98]）
- ネコぱらAfter ラ・ヴレ・ファミーユ（メイプル）
- 流る星 ふぁんでぃすく。（ミコト）

### オンラインゲーム
- ハニー×ブレイド2 (大能 みおな)
- デタリキZ (ムーリン)
- 凍京NECRO＜トウキョウ・ネクロ＞ SUICIDE MISSION (ハルディネーロ、逗子 静吏)
- UNITIA 神託の使徒×終焉の女神（レフィカール、ブリジット）
- 宝石姫 JEWEL PRINCESS（コーラル、輝くトラペゾヘドロン）
- ソーサレス*アライヴ! 〜the World's End Fallen Star〜（2019年、リリ・リル・リーリ・リンダ・リッテル・ローリア・リンドリア・ブリットアニア）
- ジェミニシード（レオナ、セラフィーナ、オルレア、ティラ、ナターシャ、ハイータ）

### 一般向ゲーム
2008年
- 勇者のくせになまいきだor2

2010年
- ティンクル☆くるせいだーす STARLIT BRAVE!!（稲羽 結衣）

2011年
- 乙女はお姉さまに恋してるPortable 2人のエルダー（皆瀬 初音）

2012年
- D.C.III DASH 〜ダ・カーポIII Ver.1.3〜 USBメモリ版（小鳥遊 夕陽）

2013年
- 戦国†恋姫〜乙女絢爛☆戦国絵巻〜（甘粕 松葉 景持）
- 英雄*戦姫（ヒミコ）
- D.C.III Plus 〜ダ・カーポIII プラス〜（小鳥遊 夕陽）
- D.C.III R 〜ダ・カーポIII アール〜（小鳥遊 夕陽）
- みらくる超パーティPLUS -THE NEWCOMERS-（小悪魔）

2014年
- 戦姫インペリアル from 英雄*戦姫（ヒミコ）

2015年
- ChuSingura46+1 -忠臣蔵46+1- V（山吉 新八郎）
- ネコぱら Vol.0 水無月ネコたちの日常!（メイプル）

2016年
- シロガネ×スピリッツ!（東雲 雪菜）

2017年
- 時計仕掛けのレイライン -陽炎に彷徨う魔女-（九折坂 二人）

2018年
- ドールズフロントライン（MAC-10）
- ネコぱら Vol.1 ソレイユ開店しました!（メイプル）

2019年
- ネコぱら Vol.2 姉妹ネコのシュクレ（メイプル）
- ネコぱら Vol.3 ネコたちのアロマティゼ（メイプル）

2020年
- ネコぱら Vol.4 ネコとパティシェのノエル（メイプル）

2021年
- 時計仕掛けのレイライン -陽炎に彷徨う魔女-（九折坂 二人）

2023年
- D.C.III P.S. ～ダ・カーポIII プラスストーリー～（小鳥遊 夕陽）

2024年
- 流る星 -a Wish Star-(ミコト)

### ドラマCD
2008年
- LOST GARDEN（オウカ / 藤代 桜花）

2009年
- 乙女はお姉さまに恋してる〜櫻の園のエトワール〜（皆瀬 初音）

2010年
- プリズム☆ま〜じカル まじかる☆ドラマCD（まつ）
- Sound Drama Fate/Zero vol.4「煉獄の炎」（役名なし）

2011年
- ライバルは義理の妹!?〜玲央奈お義姉さまの悪戦苦闘な一日〜（白川玲央奈）
- 女装山脈 ドラマCD（日枝田 史緒）

2014年
- ドラマCD 永遠のアセリア ETERNAL SKY（アセリア）

### ラジオドラマ
- 公爵令嬢は騎士団長（62）の幼妻（2016年、ナタリア[102]）
- 青熊将と恋する若妻　なんか変なのが嫁に来た。（2016年、クレア[103]）

### 吹き替え
- キル・ザ・ギャング 36回の爆破でも死ななかった男（ジョーン[104]）
- ベン・ハー（エスター〈エミリー・ヴァンキャンプ〉）
- 項羽と劉邦（嫺）

### その他
- 「永遠のアセリア」アセリア役
- 「永遠のアセリア 第2幕」アセリア役
- パチンコ「CR戦国†恋姫〜乙女絢爛☆戦国絵巻〜」（甘粕 松葉 景持、2016年）[105]

### 演劇
- 幸せの刻（劇団ハチジューマル、2010年6月26日・27日公演）

### インターネットラジオ
- ガロリキュア放送局 ミュラー
- 猫耳お吉（第45回 - ）
- さくらテイルらじお（アニラジ：2009年6月10日 - 8月26日）
- 茉里とひなたの南星九島放送局（2009年7月10日 - 8月14日）
- フライデーナイトフィーバー（ドラマパート：春巻春奈として出演）
- パインとプラムの姫守学園裏放送部（『まじかるうぇ〜ぶっ!』内コーナー）
- ヒメらじ
- 小倉結衣と藍川珪のまったりTV(仮)（Ustream生放送：2011年8月9日 - ）
- ラジオ英雄＊戦姫（音泉：2013年10月8日 - 2014年6月24日）
- Aiming presents 結衣・浩子のスマートゲーマーラジオ（音泉：2014年10月10日 - 12月26日）[106]
- ラジオ 戦姫インペリアル from 英雄*戦姫（音泉：2015年4月30日 - 7月23日、2016年1月4日 - 3月21日）[107]

#### ラジオCD
- ラジオCD『ほめられてのびるらじおZ』Vol.9（2013年12月29日/コミックマーケット85）
- ラジオCD「英雄＊戦姫」（2014年8月18日）
- ＜音泉＞スペシャルCD 2014冬（2014年12月）
- ラジオCD『ほめられてのびるらじおZ』Vol.15（2015年5月2日）
- ラジオCD「オトメ＊ドメイン RADIO＊MAIDEN」Vol.2（2016年8月14日）

## ディスコグラフィ

### シングル
| 枚 | 発売日         | タイトル                   | 規格品番  |
| -- | -------------- | -------------------------- | --------- |
| 1  | 2012年1月27日  | 真夏のCielo/サムライガール | SKM-007   |
| 2  | 2014年10月26日 | Sleep Walker/優しい棘      |           |
| 3  | 2015年4月26日  | Film Noir/Lunatic Shadow   |           |
| 4  | 2016年4月24日  | DIRTY DAHLIA/螺旋階段      |           |
| 5  | 2016年10月30日 | 喪失の儀式                 | MDPR-0012 |

### アルバム
| 枚   | 発売日         | タイトル                 | 規格品番  |
| ---- | -------------- | ------------------------ | --------- |
| 1st  | 2012年3月28日  | ☆Yui★DROPS☆              | GMCP-1026 |
| ミニ | 2013年12月31日 | いんでぃぺんでんすでい！ |           |

### 収録CD不明
| タイトル                                                                                 | 備考                                                                |
| 2007年                                                                                   | 2007年                                                              |
| ---------------------------------------------------------------------------------------- | ------------------------------------------------------------------- |
| 夏の風                                                                                   | PCゲーム『ときどき晴天を見上げて』三枝千夏テーマ/エンディングテーマ |
| 2008年                                                                                   |                                                                     |
| エレクトリック・ギター                                                                   | PCゲーム『カラフル!!〜colorfull!!〜』オープニングテーマ             |
| 自由という名の翼                                                                         | PCゲーム『カラフル!!〜colorfull!!〜』挿入歌                         |
| キミの手のひら                                                                           | PCゲーム『淫辱の性姫 〜快姦ニ堕チタ姫〜』オープニングテーマ         |
| 君と私と愛の目標                                                                         | PCゲーム『毎日けだものっ!!』オープニングテーマ                      |
| DAME!DAME!なんて嘘じゃない?                                                              | PCゲーム『ナースのお勉強 応用編』オープニングテーマ                 |
| 2009年                                                                                   |                                                                     |
| sunny trive                                                                              | PCゲーム『姫様ご命令を!』オープニングテーマ                         |
| BeLieve                                                                                  | PCゲーム『姫様ご命令を!』エンディングテーマ                         |
| 2011年                                                                                   |                                                                     |
| そらいろメモワール                                                                       | PCゲーム『そらいろメモワール』エンディングテーマ                    |
| 太陽の欠片（歌：アリス・ルシアstarring 小倉結衣、サラ・コルトレーンstarring 有栖川みや美 | PCゲーム『HOTEL.』エンディングテーマ                                |
| 2012年                                                                                   |                                                                     |
| 世界を統べるチカラGattin'                                                                | PCゲーム『処女と魔王とタクティクス 魔王争奪戦』主題歌               |
| プリズマティックプリンセス☆ユニゾンスターズ（歌：ユニゾン☆スターズ                       | PCゲーム『プリズマティックプリンセス☆ユニゾンスターズ』主題歌       |

### キャラクターソング
| 発売日   | 商品名                                                                                | 歌 | 楽曲                               | 備考                                                                               |
| 2010年   | 2010年                                                                                | 2010年 | 2010年                             | 2010年                                                                             |
| -------- | ------------------------------------------------------------------------------------- | --- | ---------------------------------- | ---------------------------------------------------------------------------------- |
| 1月15日  | ANGEL NAVIGATE キャラクターイメージソングCD+ラジオCD「ぺんしる放送局 ラジオえんなび」 | 新城小春（小倉結衣） | 「Steady Love」                    | ゲーム『ANGEL NAVIGATE』関連曲                                                     |
| 2013年   |                                                                                       | |                                    |                                                                                    |
| 9月26日  | 英雄*歌姫 SPECIAL VOCAL DISC                                                          | ヒミコ（小倉結衣）、アーサー（木村あやか）、ヴラドツェペシュ（乃嶋架菜）、ナポレオン（豊高ローラ）、ベートーヴェン（雪都さお梨）、パーシヴァル（桐谷華）、ツタンカーメン（桐矢ノエル） | 「RUN・RUN・RUN」                  | PlayStation 3用ソフト『英雄*戦姫』関連曲                                           |
| 2014年   |                                                                                       | |                                    |                                                                                    |
| 10月31日 | 恋春アドレセンス オリジナルサウンドアルバム                                           | 吉江泉（小倉結衣） | 「Message」                        | ゲーム『恋春アドレセンス』挿入歌                                                   |
| 12月30日 | 永遠のアセリア イメージボーカルCD Raison d'etre                                       | アセリア（小倉結衣）、ロウィーン（水霧けいと） | 「hyperbolic」                     | ドラマCD『永遠のアセリア ETERNAL SKY』イメージソング                               |
| 12月30日 | 永遠のアセリア イメージボーカルCD Raison d'etre                                       | アセリア（小倉結衣） | 「query」                          | ドラマCD『永遠のアセリア ETERNAL SKY』イメージソング                               |
| 2015年   |                                                                                       | |                                    |                                                                                    |
| 8月13日  | 妄想Compilation!                                                                      | 桜井久々子（小倉結衣） | 「わたしだけの秘密 -KUKUKO ver.-」 | ゲーム『妄想コンプリート！』関連曲                                                 |
| 12月31日 | Team-OZ Collection Vol.03                                                             | 山吉新八郎（小倉結衣） | 「一つの願い 一つの祈り」          | ゲーム『ChuSingura46+1 -忠臣蔵46+1- 武士の鼓動』山吉新八郎ルートエンディングテーマ |
| 2017年   |                                                                                       | |                                    |                                                                                    |
| 3月24日  | 風見塔学園軽音部ミュージックエビデンスCD                                              | サーシャ・マヤコフスカヤ（小倉結衣） | 「My Song（Short Ver.）」          | ゲーム『甘夏アドゥレセンス』関連曲                                                 |

### その他参加楽曲
| 発売日   | 商品名                                  | 歌                                       | 楽曲                                | 備考                                                              |
| 2009年   | 2009年                                  | 2009年                                   | 2009年                              | 2009年                                                            |
| -------- | --------------------------------------- | ---------------------------------------- | ----------------------------------- | ----------------------------------------------------------------- |
| 4月24日  | ソフトハウスキャラ BEST VOCAL           | 大野まりな、新堂真弓、小倉結衣、藤邑鈴香 | 「PanicPlanet〜ぱにぷら〜」         | ゲーム『DAISOUNAN』主題歌                                         |
| 2011年   |                                         |                                          |                                     |                                                                   |
| 3月13日  | 幻想郷School Days                       | 井上みゆ、小倉結衣                       | 「きゅんきゅん☆初めてのお・賽・銭」 |                                                                   |
| 6月24日  | 処女と魔王とタクティクス 初回特典CD     | 小倉結衣、川中瀬奈                       | 「Beautiful Day」                   | PCゲーム『処女と魔王とタクティクス』作中歌                        |
| 6月24日  | 雪鬼屋温泉記 オリジナルサウンドトラック | 小倉結衣、ひうらまさこ                   | 「あの星よりも高く」                | PCゲーム『雪鬼屋温泉記』オープニングテーマ                        |
| 2012年   |                                         |                                          |                                     |                                                                   |
| 8月24日  | DreamPartyメモリアルCD EX1              | 小倉結衣                                 | 「Pleasure」                        |                                                                   |
| 2013年   |                                         |                                          |                                     |                                                                   |
| 12月31日 | Team-OZ Collection Vol.02               | 小倉結衣、民安ともえ                     | 「LOVE LOVE WARS」                  | ゲーム『おとなり恋戦争!』オープニングテーマ                       |
| 12月31日 | Team-OZ Collection Vol.02               | 小倉結衣                                 | 「いのちの欠片」                    | ゲーム『クロガネの翼〜THE ALCHEMIST’S STORY〜』エンディングテーマ |
| 2017年   |                                         |                                          |                                     |                                                                   |
| 10月27日 | Team-OZ Collection 10years BEST         | 小倉結衣                                 | 「Run with our dreams」             |                                                                   |

## その他

### コラム
- 声優☆小倉結衣の‘特撮’缶詰（『PUSH!!』連載、2010年5月号 - 2013年11月号）
- 限コレ!（コミュニティサイト「限コレ!」連載、2011年7月14日 - 2011年12月22日）[108]

### ユニットメンバー
1. ↑  榊原ゆい、小倉結衣、宮沢ゆあな